# Ruszinka
A Ruszinka (macedón írással: Русинка, magyarul: orosz lány) egy dal, mely Észak-Macedóniát képviselte a 2011-es Eurovíziós Dalfesztiválon. A dalt a macedón Vlatko Ilievszki adta elő macedón nyelven.
A dal a 2011. február 27-én rendezett macedón nemzeti döntőben nyerte el az indulás jogát. A döntőben egy zsűri pontjai és a nézők telefonos szavazatai közösen alakították ki az eredményt. A dal mindkét listán az élen zárt, így összesítésben az első helyen végzett a húszfős mezőnyben.
Az Eurovíziós Dalfesztiválon a dalt először a május 12-én rendezett második elődöntőben adták elő, a fellépési sorrendben tizenegyedikként, a bolgár Poli Genova Na inat című dala után, és az izraeli Dana International Ding Dong című dala előtt. Az elődöntőben 36 ponttal a tizenhatodik helyen végzett, így nem jutott tovább a május 14-i döntőbe. Észak-Macedóniának ez sorozatban negyedszer nem sikerült.
A következő macedón induló Kaliopi Crno i belo című dala volt a 2012-es Eurovíziós Dalfesztiválon.